# Pere Milla
Pere Milla Peña (Lérida, 23 de septiembre de 1992) es un futbolista español que juega como delantero en el R. C. D. Espanyol de la Primera División de España.

## Trayectoria
Pere Milla se inició en los filiales de la Unió Esportiva Lleida. Tras la disolución del club ilerdense pasó al Club Lleida Esportiu, haciendo su debut como profesional en la temporada 2011-12, en Segunda División B.
El 11 de junio de 2014 fue traspasado al Getafe C. F., siendo asignado al primer filial, también en Segunda B. El 14 de enero de 2015 jugó su primer partido con el primer equipo en la victoria en casa por 1-0 ante la U. D. Almería, en Copa del Rey.
El 20 de julio de ese año, la Unión Deportiva Logroñés confirmó su fichaje para la temporada 2015-16. Al final del curso, no aceptó la oferta de renovación que le hizo la U. D. Logroñés y se comprometió con la S. D. Eibar hasta junio de 2018 pero con la intención de que saliera de cedido. Y así fue, primero en el UCAM Murcia y después en el C. D. Numancia.
El 15 de junio de 2019 fichó por el Elche C. F. Colaboró a la clasificación el equipo para los playoffs de ascenso, en los cuales derrotaron al Real Zaragoza en semifinales y al Girona F. C., que tras un empate sin goles en la ida en el Estadio Martínez Valero, en la vuelta, hizo el único gol del encuentro que suponía el regreso del club a Primera División. Siguió integrando la plantilla del Elche en su regreso a Primera, y el 18 de octubre de 2020 marcó su primer gol en Primera División, en la victoria por 0-2 frente al Deportivo Alavés. En mayo de 2022 se despidió del club, aunque este aseguraba que todavía le quedaba un año de contrato. Finalmente se quedó, haciéndose oficial el 2 de julio su renovación hasta 2025. Siguió una temporada más y en agosto de 2023 fue traspasado al R. C. D. Espanyol.
A los cinco días de incorporarse al conjunto blanquiazul, hizo su debut y marcó el primer tanto del triunfo ante el Racing de Santander.

## Clubes
Actualizado al último partido disputado el 17 de agosto de 2025.
| Club                          | Div.          | Temporada     | Liga  | Liga  | Copas nacionales | Copas nacionales | Total | Total |
| Club                          | Div.          | Temporada     | Part. | Goles | Part.            | Goles            | Part. | Goles |
| ----------------------------- | ------------- | ------------- | ----- | ----- | ---------------- | ---------------- | ----- | ----- |
| Club Lleida Esportiu · España | 2.ª B         | 2011-12       | 17    | 1     | 1                | 1                | 18    | 2     |
| Club Lleida Esportiu · España | 2.ª B         | 2012-13       | 41    | 4     | 0                | 0                | 41    | 4     |
| Club Lleida Esportiu · España | 2.ª B         | 2013-14       | 34    | 5     | 2                | 1                | 36    | 6     |
| Club Lleida Esportiu · España | Total club    | Total club    | 92    | 10    | 3                | 2                | 95    | 12    |
| Getafe C. F. "B" · España     | 2.ª B         | 2014-15       | 35    | 6     | —                | —                | 35    | 6     |
| Getafe C. F. "B" · España     | Total club    | Total club    | 35    | 6     | 0                | 0                | 35    | 6     |
| Getafe C. F. · España         | 1.ª           | 2014-15       | 0     | 0     | 1                | 0                | 1     | 0     |
| Getafe C. F. · España         | Total club    | Total club    | 0     | 0     | 1                | 0                | 1     | 0     |
| U. D. Logroñés · España       | 2.ª B         | 2015-16       | 40    | 18    | 2                | 0                | 42    | 18    |
| U. D. Logroñés · España       | Total club    | Total club    | 40    | 18    | 2                | 0                | 42    | 18    |
| UCAM Murcia C. F. · España    | 2.ª           | 2016-17       | 16    | 1     | 2                | 0                | 18    | 1     |
| UCAM Murcia C. F. · España    | Total club    | Total club    | 16    | 1     | 2                | 0                | 18    | 1     |
| C. D. Numancia · España       | 2.ª           | 2017-18       | 39    | 6     | 5                | 0                | 44    | 6     |
| C. D. Numancia · España       | Total club    | Total club    | 39    | 6     | 5                | 0                | 44    | 6     |
| S. D. Eibar · España          | 1.ª           | 2018-19       | 5     | 0     | 2                | 0                | 7     | 0     |
| S. D. Eibar · España          | Total club    | Total club    | 5     | 0     | 2                | 0                | 7     | 0     |
| Elche C. F. · España          | 2.ª           | 2019-20       | 41    | 8     | 3                | 2                | 44    | 10    |
| Elche C. F. · España          | 1.ª           | 2020-21       | 32    | 4     | 0                | 0                | 32    | 4     |
| Elche C. F. · España          | 1.ª           | 2021-22       | 32    | 8     | 4                | 0                | 36    | 8     |
| Elche C. F. · España          | 1.ª           | 2022-23       | 31    | 6     | 2                | 1                | 33    | 7     |
| Elche C. F. · España          | 2.ª           | 2023-24       | 1     | 0     | ―                | ―                | 1     | 0     |
| Elche C. F. · España          | Total club    | Total club    | 137   | 26    | 9                | 3                | 146   | 29    |
| R. C. D. Espanyol · España    | 2.ª           | 2023-24       | 42    | 4     | 1                | 0                | 43    | 4     |
| R. C. D. Espanyol · España    | 1.ª           | 2024-25       | 20    | 3     | 2                | 0                | 22    | 3     |
| R. C. D. Espanyol · España    | 1.ª           | 2025-26       | 1     | 1     | 0                | 0                | 1     | 1     |
| R. C. D. Espanyol · España    | Total club    | Total club    | 63    | 8     | 3                | 0                | 66    | 8     |
| Total carrera                 | Total carrera | Total carrera | 427   | 75    | 27               | 5                | 454   | 80    |
| 1.                            |               |               |       |       |                  |                  |       |       |